# نظام اللباس

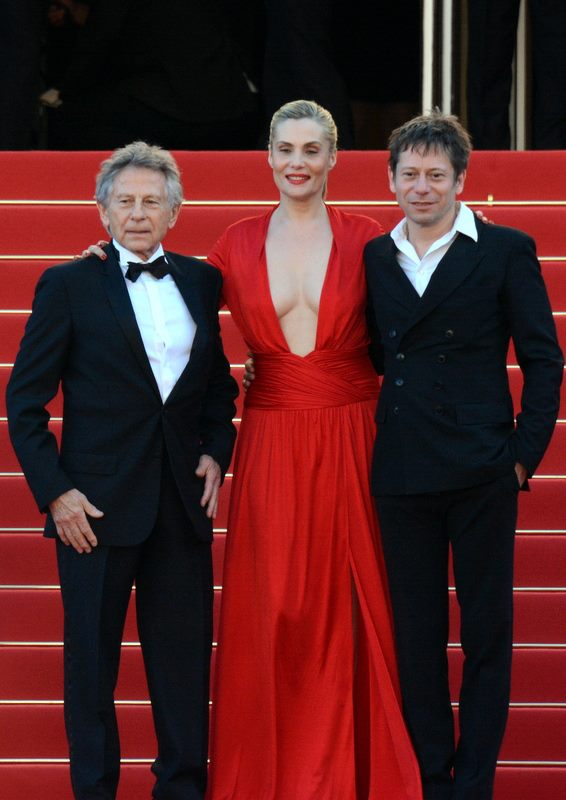
يحتوي مهرجان كان السينمائي على رمز لباس يتطلب من الرجال ارتداء البدلات الرسمية والنساء لارتداء العباءات والأحذية ذات الكعب العالي.

نظام اللباس هو مجموعة من القواعد، مكتوبة غالبًا، فيما يتعلق بالملابس. يتم إنشاء قواعد اللباس من المفاهيم والقواعد الاجتماعية، وتختلف حسب الغرض والظروف والمناسبات. من المحتمل أن يكون للمجتمعات والثقافات المختلفة قواعد لباس مختلفة.
قواعد اللباس هي مؤشرات رمزية للأفكار الاجتماعية المختلفة، بما في ذلك الطبقة الاجتماعية والهوية الثقافية والموقف من الراحة والتقاليد والانتماءات السياسية أو الدينية

## الروابط الخارجية
- Majority of Americans Would Rather Die Than Take Their Clothes Off على موقع واي باك مشين (نسخة محفوظة May 23, 2006) (Beach Buzz)